# 西春近村
西春近村（にしはるちかむら）は長野県上伊那郡にあった村。現在の伊那市西春近にあたる。

## 地理
- 河川：天竜川、小黒川

## 歴史
- 1875年（明治8年）1月23日 - 筑摩県伊那郡小出村・表木村・下牧村・諏訪形村・沢渡村が合併して西春近村となる。
- 1876年（明治9年）8月21日 - 長野県の所属となる。
- 1879年（明治12年）1月4日 - 郡区町村編制法の施行により上伊那郡の所属となる。
- 1889年（明治22年）4月1日 - 町村制の施行により、西春近村が単独で自治体を形成。
- 1965年（昭和40年）4月1日 - 伊那市に編入。同日西春近村廃止。

## 交通

### 鉄道路線
- 日本国有鉄道
  - 飯田線
    - 赤木駅 - 沢渡駅 - 下島駅

### 道路
- 国道153号

現在は旧西春近村の区域に中央自動車道の西春近バスストップが所在するが、当時は未開通。